# اللجنة الأولمبية الوطنية لجنوب السودان
اللجنة الأولمبية الوطنية لجنوب السودان هي اللجنة الأولمبية الوطنية التي تمثل جنوب السودان. تأسست في جوبا بتاريخ 8 يونيو 2015، وحصلت على العضوية الكاملة في اللجنة الأولمبية الدولية والحركة الأولمبية في 2 أغسطس 2015. في عام 2015، استوفت جنوب السودان معيار اللجنة الأولمبية الدولية المتمثل في وجود خمس اتحادات رياضية وطنية معترف بها من قبل اتحاداتها الدولية، ومن بينها ألعاب القوى، وكرة السلة، وكرة القدم، وكرة اليد، والجودو، وتنس الطاولة، والتايكوندو. يشغل جوما ستيفن لوقا ليمي منصب الرئيس منذ عام 2017. اللجنة هي من الموقعين على المدونة العالمية لمكافحة المنشطات التي تنشرها الوكالة العالمية لمكافحة المنشطات.

## التاريخ
نالت جنوب السودان استقلالها عن السودان في عام 2011، لكن الحرب الأهلية في جنوب السودان جعلت من الصعب على الدولة كسب دعم خمس اتحادات رياضية كما هو مطلوب للاعتراف بلجنتها الأولمبية من قبل اللجنة الأولمبية الدولية. تم تأسيس اللجنة في 8 يونيو 2015. أصبحت جنوب السودان العضو رقم 206 في اللجنة الأولمبية الدولية بتاريخ 2 أغسطس 2015 خلال جلستها في كوالالمبور بالإجماع. وكانت اللجنة تضم اتحادات ألعاب القوى، وكرة السلة، وكرة القدم، وكرة اليد، والجودو، وتنس الطاولة، والتايكوندو.

## المرافق والإدارة
بسبب الحرب، انهارت العديد من المرافق الرياضية في جنوب السودان. لا تملك الدولة مضمارًا قياسيًا لألعاب القوى وتعتمد على المساعدات الدولية في البنية التحتية الرياضية. ويوجد ملعب واحد لكرة السلة في جوبا تُقام فيه بطولة جنوب السودان لكرة السلة. كان أول رئيس للجنة هو اللواء ويلسون دينق كويروت، الذي انتُخب في 2015 دون منافس، واستمر في منصبه حتى 2017. منذ نهاية فترته، يشغل جوما ستيفن لوقا ليمي المنصب، وأُعيد انتخابه في 2022. أما أول وأمين اللجنة الحالي فهو تونق شور مالك ديران. اللجنة موقعة على المدونة العالمية لمكافحة المنشطات التي تصدرها الوكالة العالمية لمكافحة المنشطات.

## مشاركات

### الألعاب الأولمبية
شاركت جنوب السودان للمرة الأولى في الألعاب الأولمبية عام 2016، واستمرت في المشاركة في جميع دورات الألعاب الأولمبية الصيفية منذ ذلك الحين. لم تشارك الدولة في الألعاب الأولمبية الشتوية ولم تحرز أي ميدالية. شاركت فقط في ألعاب القوى في أولمبياد 2016 و2020، لكنها شاركت في كرة السلة أيضًا في أولمبياد 2024.
في 2016، أرسلت جنوب السودان ثلاثة رياضيين. شارك سانتينو كيني في سباق 1500 متر رجال، ومارغريت حسن في سباق 200 متر سيدات، وشارك غور ماريلفي ماراثون الرجال. وفي أولمبياد 2020، شارك أبراهام قويم ولوسيا موريس في سباق 800 متر رجال و200 متر سيدات على التوالي. وفي أولمبياد 2024، أرسلت الدولة نفس الرياضيين في ألعاب القوى بالإضافة إلى فريق كرة السلة. وشارك كل من قويم وموريس في سباق 1500 متر للرجال و200 متر للسيدات.
وضم فريق كرة السلة 12 لاعبًا هم: جونيور مادوت، نوني أوموت، كارليك جونز، خامان مالواتش، كواني كواني، ماريال شايوق، دينق أكوث، ماجوك دينق، بيتر جوك، كوش بار، وينين غابرييل، وساندي ديش.

## الاتحادات الرياضية المنضوية
| الرياضة     | الهيئة الوطنية                     | الاتحاد الدولي | المراجع       |
| ----------- | ---------------------------------- | -------------- | ------------- |
| ألعاب القوى | الاتحاد الجنوب سوداني لألعاب القوى | IAAF           | [ 20 ]        |
| كرة السلة   | الاتحاد الجنوب سوداني لكرة السلة   | FIBA           | [ 21 ]        |
| كرة القدم   | اتحاد جنوب السودان لكرة القدم      | FIFA           | [ 22 ]        |
| كرة اليد    | الاتحاد الجنوب سوداني لكرة اليد    | IHF            | [ 23 ]        |
| الجودو      | الاتحاد الجنوب سوداني للجودو       | IJF            | [ 19 ] [ 24 ] |
| تنس الطاولة | الاتحاد الجنوب سوداني لتنس الطاولة | ITTF           | [ 25 ] [ 26 ] |
| التايكوندو  | الاتحاد الجنوب سوداني للتايكوندو   | WTF            | [ 27 ]        |